# Ludwig Van Hecke
Ludwig Van Hecke is een Belgisch voormalig volleyballer. 

## Levensloop
Van Hecke was actief bij Pardaf Kruibeke, VC Temse, Vitesse Kruibeke en VC Juvenes Zele Na zijn spelerscarrière werd hij bij VC Temse kinesist van het vrouwenteam.
Zijn echtgenote Lieve Van de Velde en schoonbroer Luc Van de Velde waren ook actief in het volleybal. Evenals zijn dochter Lise en diens partner Wout Wijsmans.